# Giavera del Montello
Giavera del Montello est une commune italienne de la province de Trévise dans la région Vénétie en Italie.

## Administration
| Période                                  | Période | Identité | Étiquette | Qualité |
| ---------------------------------------- | ------- | -------- | --------- | ------- |
|                                          |         |          |           |         |
| Les données manquantes sont à compléter. |         |          |           |         |

### Hameaux
Cusignana, Santi Angeli

### Communes limitrophes
Arcade (Italie), Nervesa della Battaglia, Povegliano, Sernaglia della Battaglia, Volpago del Montello

## Géographie
Le Montello (el Montel ou el Monteło en Vénétie) est un relief montagneux de taille modeste (l'altitude maximale est de 371 m) dans la province de Trévise, qui s'étend (d'est en ouest) de la ville de Nervesa della Battaglia à Montebelluna et Crocetta del Montello. Au pied du versant sud s'étendent les communes de Giavera del Montello et Volpago del Montello, tandis que le versant nord est baigné par le Piave.

## Sport
La ville a accueilli les championnats du monde de cyclisme sur route en 1985.